# Сера (Катанцаро)
Сера је насеље у Италији у округу Катанцаро, региону Калабрија.
Према процени из 2011. у насељу је живело 172 становника. Насеље се налази на надморској висини од 442 м.